# Vallée de Primiero
La vallée de Primiero (aussi appelée vallée de Cismón ou plus simplement Primiero, Primier en dialecte primerotto, Primör en allemand) est située dans l'est du Trentin. Elle se compose de trois municipalités : Primiero San Martino di Castrozza, Imer et Mezzano. 
La vallée fait partie de la communauté de Primiero (413 km2), qui comprend, en plus des trois municipalités qui appartiennent géographiquement à la vallée de Cismon, Canal San Bovo, situé dans la vallée du Vanoi adjacente (affluent droit du Cismon) et Sagron Mis, une petite municipalité au-delà du col de Cereda, en direction de Gosaldo (province de Belluno), déjà dans le bassin de la rivière Mis, un affluent de la rivière Piave. 
La vallée de Primiero proprement dite, celle qui s'identifie à la vallée de Cismon, est habitée par plus de 8 000 personnes. La station touristique de San Martino di Castrozza (1 444 m) située à environ 14 kilomètres de Fiera di Primiero, le long de la SS 50 en direction du passo Rolle (1 984 m) fait également partie de la vallée.

## Géographie

À droite, en orange, la communauté de Primiero.

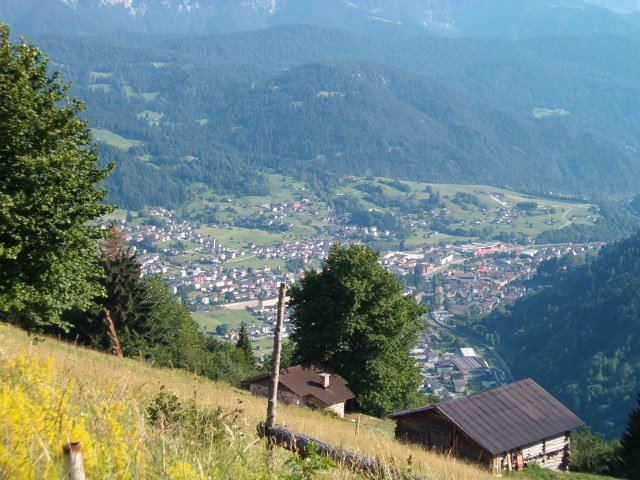
Vue de la haute vallée de Primiero depuis la colline Polina-Strina.

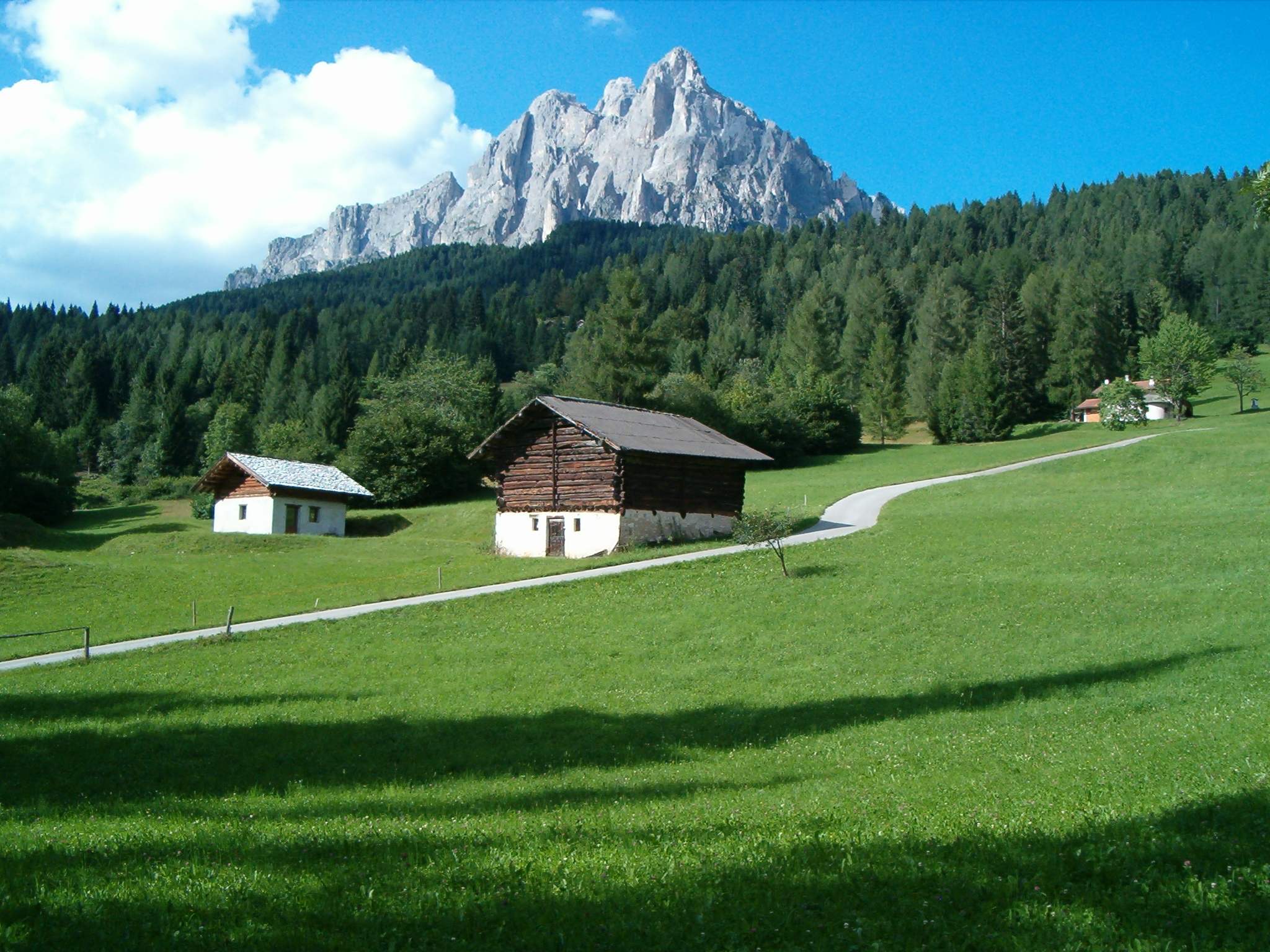
Le hameau de Strine, en arrière-plan le Cimerlo.

La vallée est située dans le Trentin oriental. L'accès principal à la vallée est la vallée du ruisseau Cismon, à travers les gorges étroites de Schenèr, qui relie la vallée à Feltre et à la Valsugana. Le passo Rolle permet la connexion avec le val di Fiemme, le col de Cereda avec l'Agordino, tandis que le col de Gobbera et, depuis 1991, le tunnel routier de Monte Totoga, le relient à la vallée voisine de Vanoi. 
La vallée de Primiero est irriguée par la rivière Cismon, dans laquelle une série d'affluents qui coulent le long des vallées latérales, dont les principaux sont le torrent Canali (val Canali) et le torrent Noana (val Giasinozza et val Noana), se déversent. La vallée est entourée par d'imposantes chaînes de montagnes : les Pale di San Martino au nord-est, le Lagorai au nord-ouest et les Vette Feltrine au sud. 
Les Pale di San Martino comprennent un plateau d'environ 50 km2 de dolomie et atteignent trois mille mètres d'altitude avec divers sommets, dont la Vezzana (3 193 m) et le Cimon della Pala (3 183 m). Le groupe Lagorai-Cima d'Asta, limitrophe du val di Fiemme et de la Valsugana, est constitué de roches magmatiques (principalement porphyriques) ; parmi les principaux sommets de ce groupe se trouvent le Monte Colbricon (2 602 m), Cima Cece (2 745 m) et Monte Cauriol (2 495 m) (ces deux derniers se trouvant déjà dans la vallée de Vanoi). 
En 1967, le parc naturel Paneveggio - Pale di San Martino est créé, qui comprend, en plus de portions des chaînes des Pale et du Lagorai, les prairies, les forêts et les pâturages de val Canali, val Venegia et val Vanoi. 

### Géologie
Le bassin de Primiero comprend une faille d'importance régionale qui commence au sud du lac de Caldonazzo et atteint Cadore, en passant par le passo Gobbera et le passo Cereda, traversant ainsi tout le bassin de Primiero. Cette grande faille affecte profondément la base métamorphique et un raccourcissement de la croûte terrestre de plusieurs kilomètres s'est produit. La succession lithostratigraphique formée par les roches présentes dans l'affleurement ou dans le sous-sol de la zone considérée est particulièrement variée et complexe tant pour les caractéristiques lithologiques qu'hydrogéologiques.

## Histoire

### Origines légendaires de la vallée
Selon la légende, la vallée de Primiero était à l'origine couverte par une immense étendue d'eau, entourée par les Pale di San Martino et les Vette Feltrine. Poissons et loutres solitaires vivaient paisiblement dans le vaste lac alpin. Jusqu'au jour où une loutre, lasse de sa solitude, parvient avec patience et détermination à creuser un passage en aval du bassin : les eaux se déchaînent et les gorges de Schenèr se forment. 
Le geste noble, qui a permis à l'homme de s'installer dans la vallée, a valu à la loutre l'honneur d'être choisie comme symbole de la région et de se démarquer dans les armoiries des communes de la vallée. 

### De la Préhistoire aux comtes du Tyrol
La vallée était habitée par des chasseurs néolithiques, comme le montrent les sites des lacs Colbricón, près de passo Rolle. 
Au début du Moyen Âge, les Lombards accordèrent Primiero à la ville de Feltre. Les fouilles effectuées dans l'église archiprêtre de Fiera en 1996 ont permis de retrouver les traces d'une grande église paléochrétienne du Ve et VIe siècles : une communauté assez importante et organisée doit avoir été établie dans la vallée. 
Pendant longtemps, l'histoire de Primiero a été unie à celle de Feltre, la vallée étant une dépendance de l'évêque de la ville. En 1273, les statuts ont été accordés à la communauté de la vallée, et un conseil a été créé. 
En 1349, Charles IV de Luxembourg, empereur du Saint-Empire romain germanique, conquit Feltre et Belluno après une rapide incursion contre la Della Scala, érigea Primiero en juridiction et pénétra son territoire. À partir de cette année, l'influence vénitienne sur la vallée cessera, et fera partie des domaines des comtes du Tyrol. En 1373, les Habsbourg, qui devinrent propriétaires du Tyrol, reconnurent les droits accordés par Charles IV et la vallée passa définitivement sous domination autrichienne. 

### Dynastie Welsperg
En 1401, le duc d'Autriche donna la juridiction de la vallée à Giorgio di Welsperg du val Pusteria contre 4 000 florins d'or ; ainsi a commencé la dynastie des comtes de Welsperg, qui ont régné sur la vallée pendant plus de quatre siècles. 
Sous la dynastie Welsperg, Primiero a connu un développement économique et démographique considérable : la ville de Fiera a été construite, puis est devenu le centre administratif et commercial de la vallée, en remplacement de Tonadico, alors que l'économie a décollé grâce aux mines de cuivre, de pyrites et de galène. On estime qu'environ trois mille mineurs, pour la plupart allemands, travaillaient à Primiero vers le milieu du XVe siècle. 
Le commerce extérieur a également augmenté, avec l'exportation de produits miniers et en particulier de bois, destinés à atteindre Venise par voies fluviales. 
L'activité minière s'est poursuivie jusqu'à la fin du XVIe siècle, lorsqu'elle a été progressivement abandonnée. 
Dirigée par la famille Welsperg, Primiero a suivi les destinées de l'Autriche jusqu'en 1809, date à laquelle elle est devenue partie du département de Piave. 

### XIXesiècleet Première Guerre mondiale

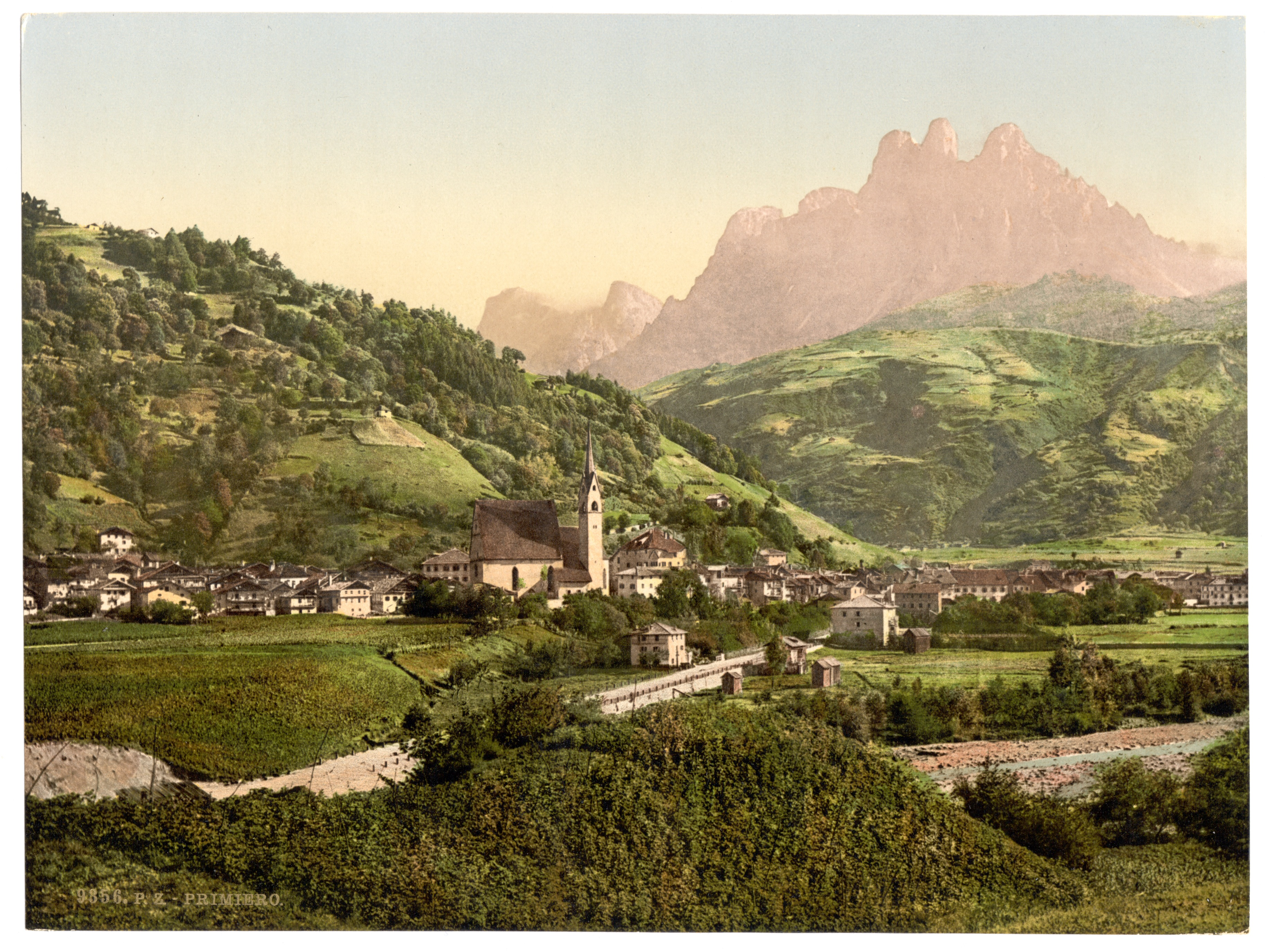
Primiero entre 1890 et 1900.

Après la brève période napoléonienne, qui s'est terminée en 1815, Primiero est redevenue autrichienne en tant que district du comté du Tyrol. Dans la seconde moitié du XIXe siècle, la vallée a été affectée par deux phénomènes très différents : d'une part un courant d'émigration massif, dû au démantèlement définitif des mines (en 1875 les dernières mines de fer avaient été fermées), d'autre part l'arrivée des premiers randonneurs et voyageurs, principalement britanniques. Dans le fond de la vallée et à San Martino di Castrozza, les premiers hôtels ont commencé à être construits, bien que les principales activités des locaux soient toujours l'agriculture et l'élevage, associées à l'industrie du bois. 
Primiero et la vallée voisine de Vanoi, frontières, se sont retrouvés au milieu de la ligne de front pendant la Première Guerre mondiale. Les Autrichiens ont établi leur ligne de défense au passo Rolle, permettant aux Italiens d'occuper la vallée dès 1915. En 1916, les troupes italiennes, dirigées par le général Ferrari, ont réussi à s'emparer du col avec une opération sanglante, tandis que dans la vallée de Vanoi, elles ont conquis le Monte Cauriol. Avec la bataille de Caporetto, Primiero est reconquise par les Autrichiens, qui descendent à la Fiera le 6 novembre. À partir de ce moment, la guerre s'est déplacée vers d'autres régions. Le conflit a forcé l'évacuation de la plupart des pays des deux vallées, dont les habitants sont devenus réfugiés à la fois en Italie et en Autriche.

## Art

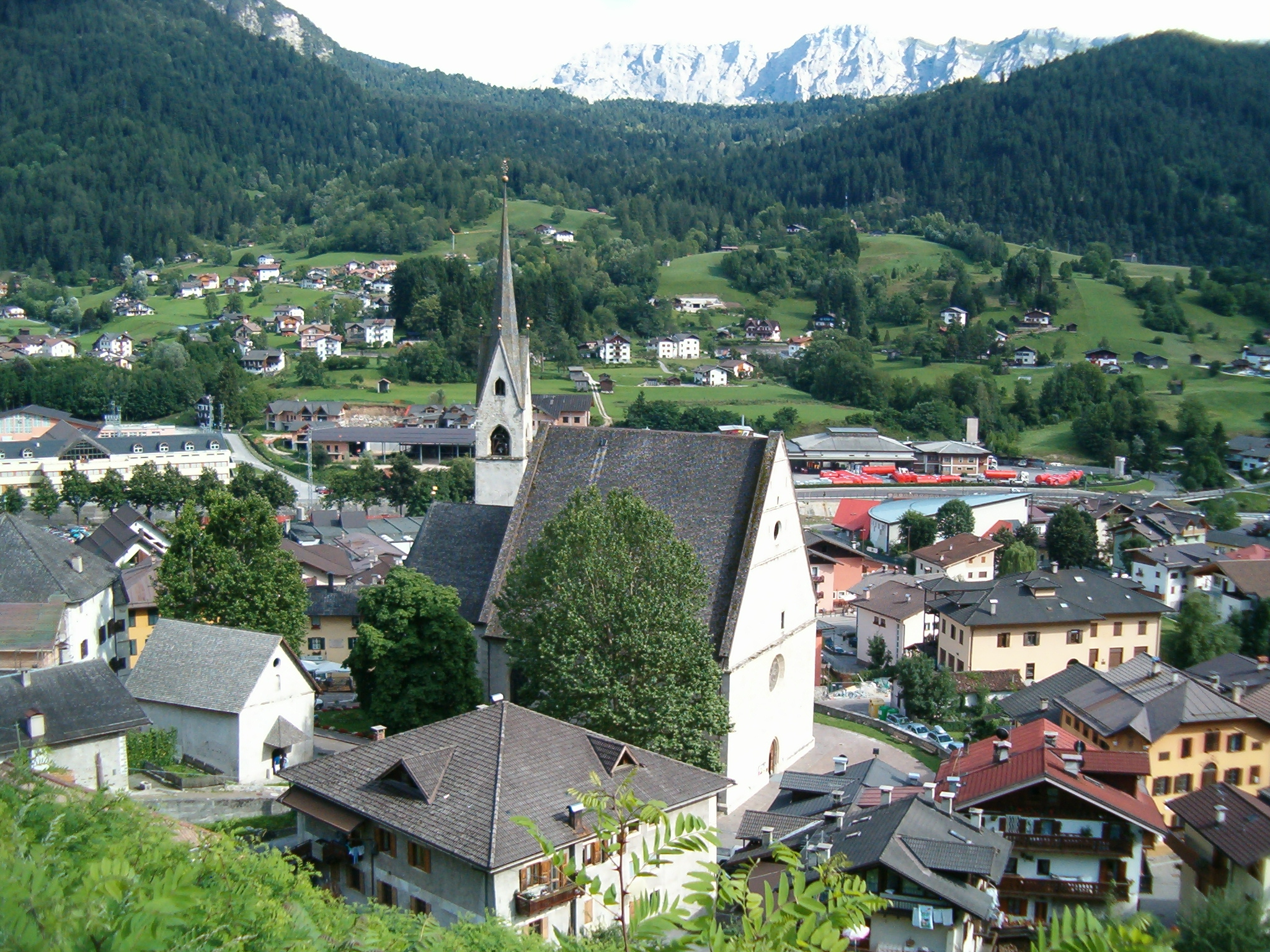
L'église paroissiale de Santa Maria Assunta à Fiera.

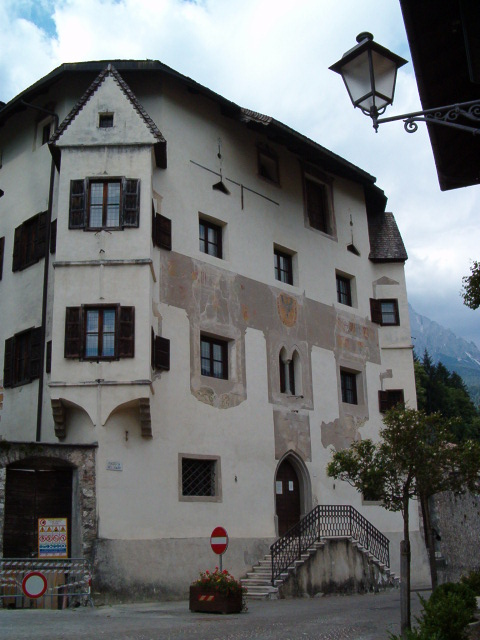
Le gothique Palazzo del Dazio à Pieve, également connu sous le nom de Palazzo delle Miniere.

Dans la seconde moitié du XVe siècle, l'église archiprêtre de Fiera, l'une des églises gothiques les plus remarquables du Trentin, a été érigée sous ses formes gothiques actuelles. Elle a été construite comme un acte de dévotion par les nombreuses communautés de mineurs germanophones (les canopes) présentes dans la vallée, également grâce à la contribution économique de l'archiduc Sigismond d'Autriche. Les fouilles dans le presbytère ont montré l'existence de trois absides des églises précédentes : deux de style roman (vers 1100-1200) et la plus ancienne de l'époque paléochrétienne. À droite de l'église archiprêtre se trouve l'ancienne église romane de San Martino (XIe siècle), aujourd'hui baptistère. 
À Rivetta Koch, le Palazzo del Dazio ou delle Miniere a été construit, un ancien bureau de perception des impôts, avec des fenêtres à meneaux, des fentes et des saillies d'angle. Au-dessus de la fenêtre à meneaux se trouve l'aigle des Habsbourg, parmi les 40 armoiries des familles propriétaires des mines. Aujourd'hui, il abrite le musée de la culture matérielle de Primiero. 
Les autres villages de la vallée ont des bâtiments plus rustiques et des maisons anciennes. Chaque village possède d'anciennes fresques populaires, des fontaines vénitiennes et des bâtiments paysans, tels que les tabiadi (granges), souvent équipés de longs balcons (piòli) pour stocker le bois ou sécher le foin. Dans l'église de Mezzano, par exemple, deux anges sont représentés tenant une croix : la légende veut que lorsqu'une avalanche enterrera l'église, la fin du monde viendra. 
On trouve le Palazzo Scopoli (XIe siècle), l'ancien siège du vicaire du comte et maintenant le siège de la municipalité de Tonadico, l'élégant Palazzo Someda (fin du XVIe siècle) à Transacqua, l'ancienne église de San Vittore à Tonadico, avec des fresques médiévales datant de à l'époque des croisades et des ruines du Castel Pietra à l'entrée du val Canali.

## Municipalités de la communauté
La communauté de Primiero, créée avec la réforme institutionnelle menée par la province autonome de Trente en 2006, comprend cinq municipalités. La municipalité de Canal San Bovo regroupe les villages de la vallée du Vanoi, tandis que Sagron Mis est situé dans la vallée de Mis. Dans la vallée de Cismon, il y a les autres municipalités, répertoriées ici du sud au nord : 
| Commune                           | Fractions                                                                                   | Superficie | Emplacement            |
| Imer                              | Masi et Pontét                                                                              | 27 km2     | Basse vallée de Cismon |
| Mezzano                           | Copèra (Oltra)                                                                              | 48 km2     | Basse vallée de Cismon |
| Primiero San Martino di Castrozza | Tonadico, Transacqua, Siror, Fiera di Primiero, San Martino di Castrozza, Tressane, Nolesca | 201 km2    | Haute vallée de Cismon |
| Canal San Bovo                    | Zortea, Prade, Cicona, Gobbera, Caoria, Ronco                                               | 125 km2    | Vallée de Vanoi        |
| Sagron Mis                        | Matiuz, Pante et Vori                                                                       | 11 km2     | Valle del Mis          |

Avant le 1er janvier 2016, le territoire actuel de la municipalité de Primiero San Martino di Castrozza était divisé entre les municipalités de Transacqua, Siror, Fiera di Primiero et Tonadico. 

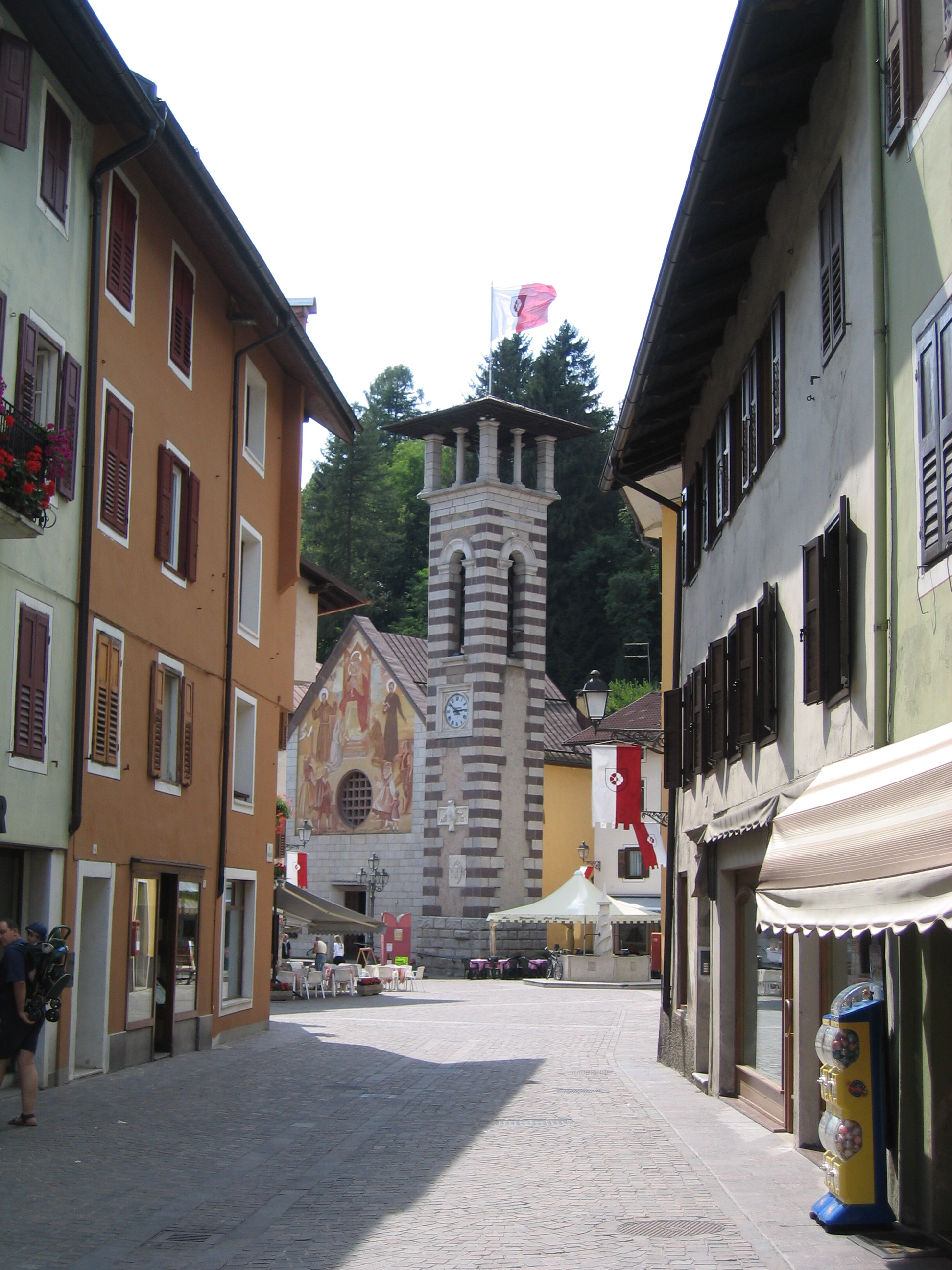
Centre historique de Fiera di Primiero.
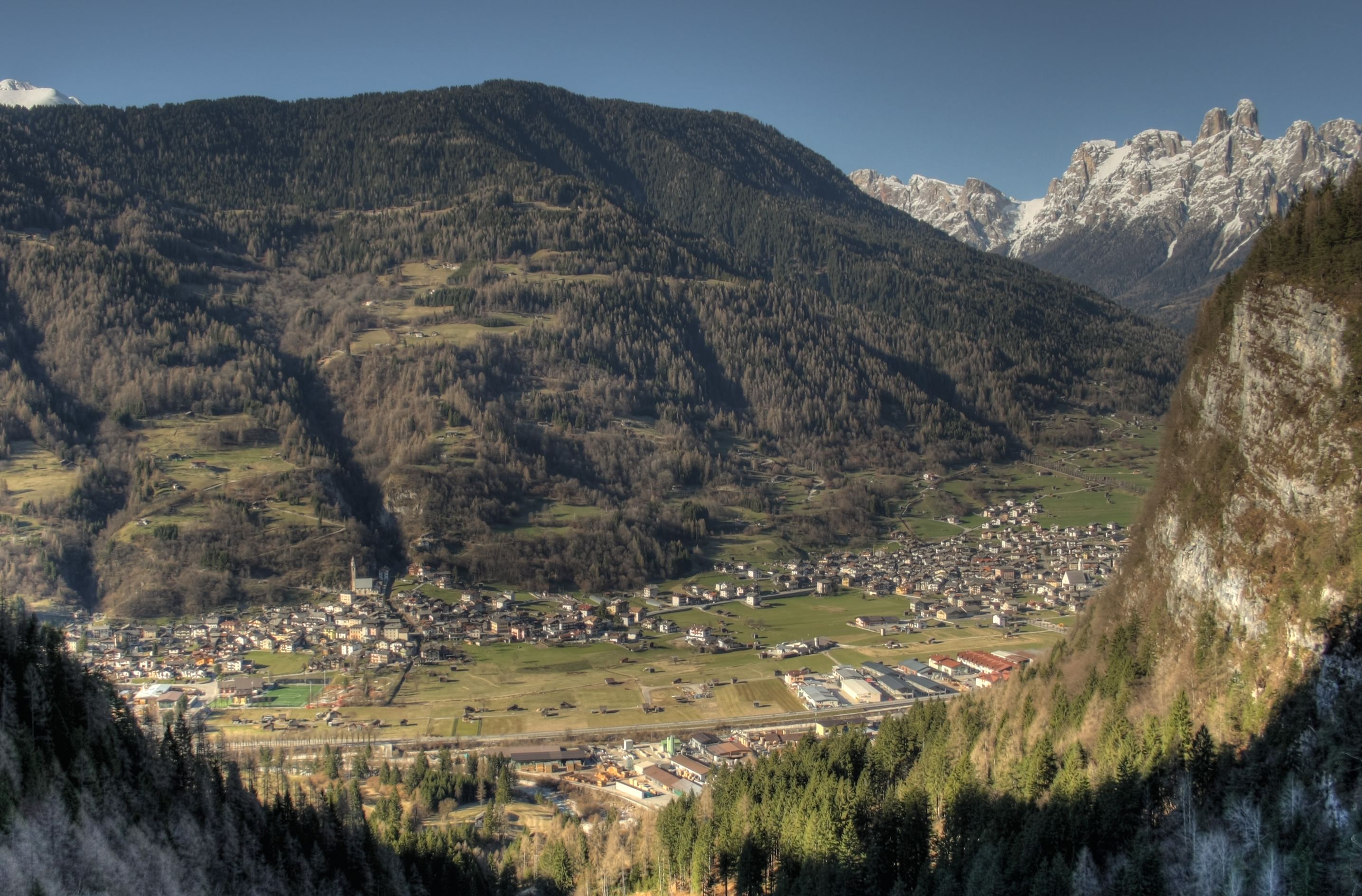
Imer et Mezzano.
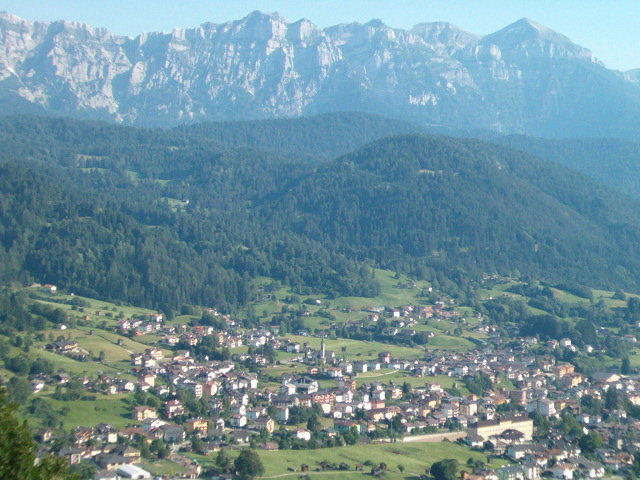
Transacqua.
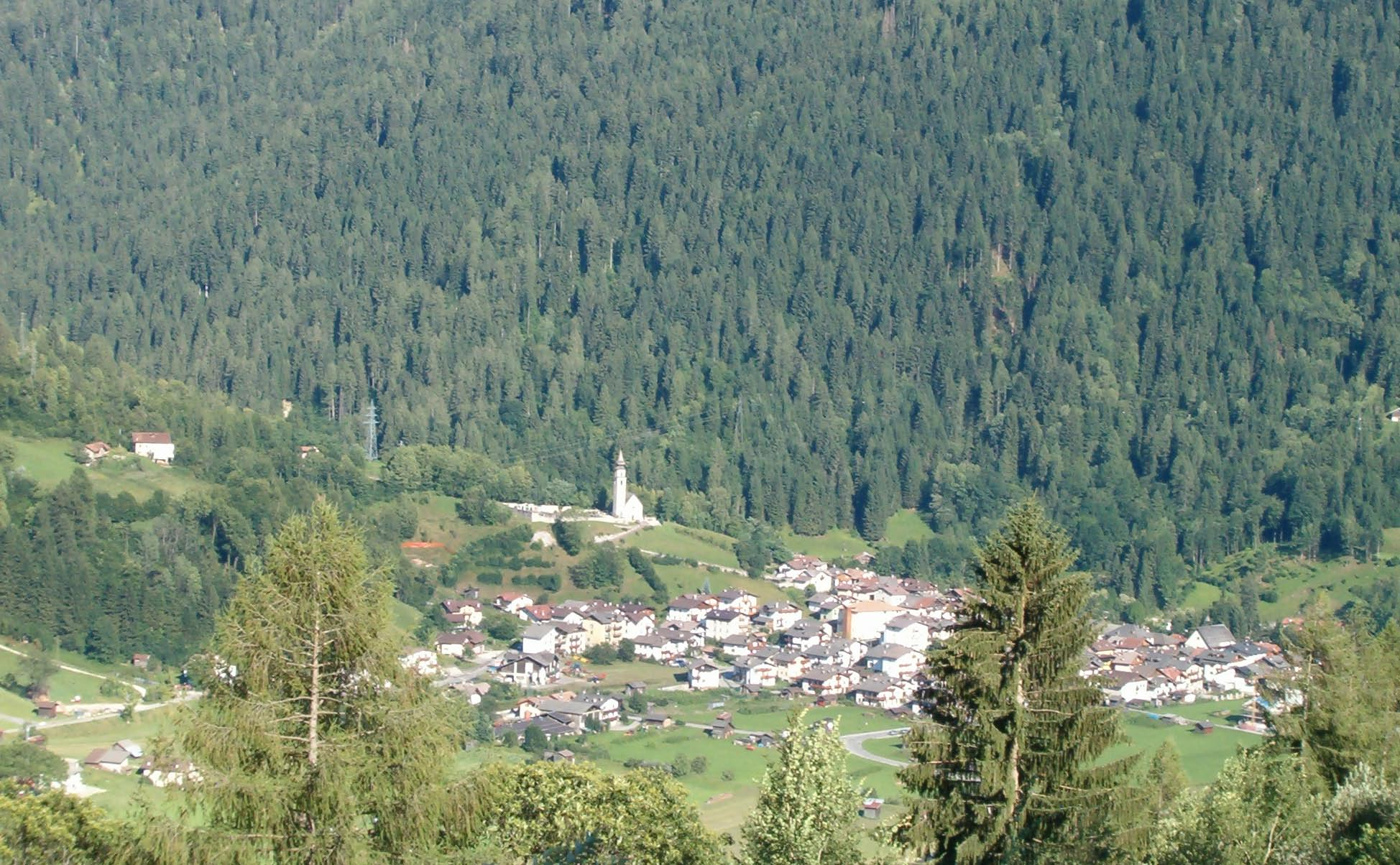
Tonadico.
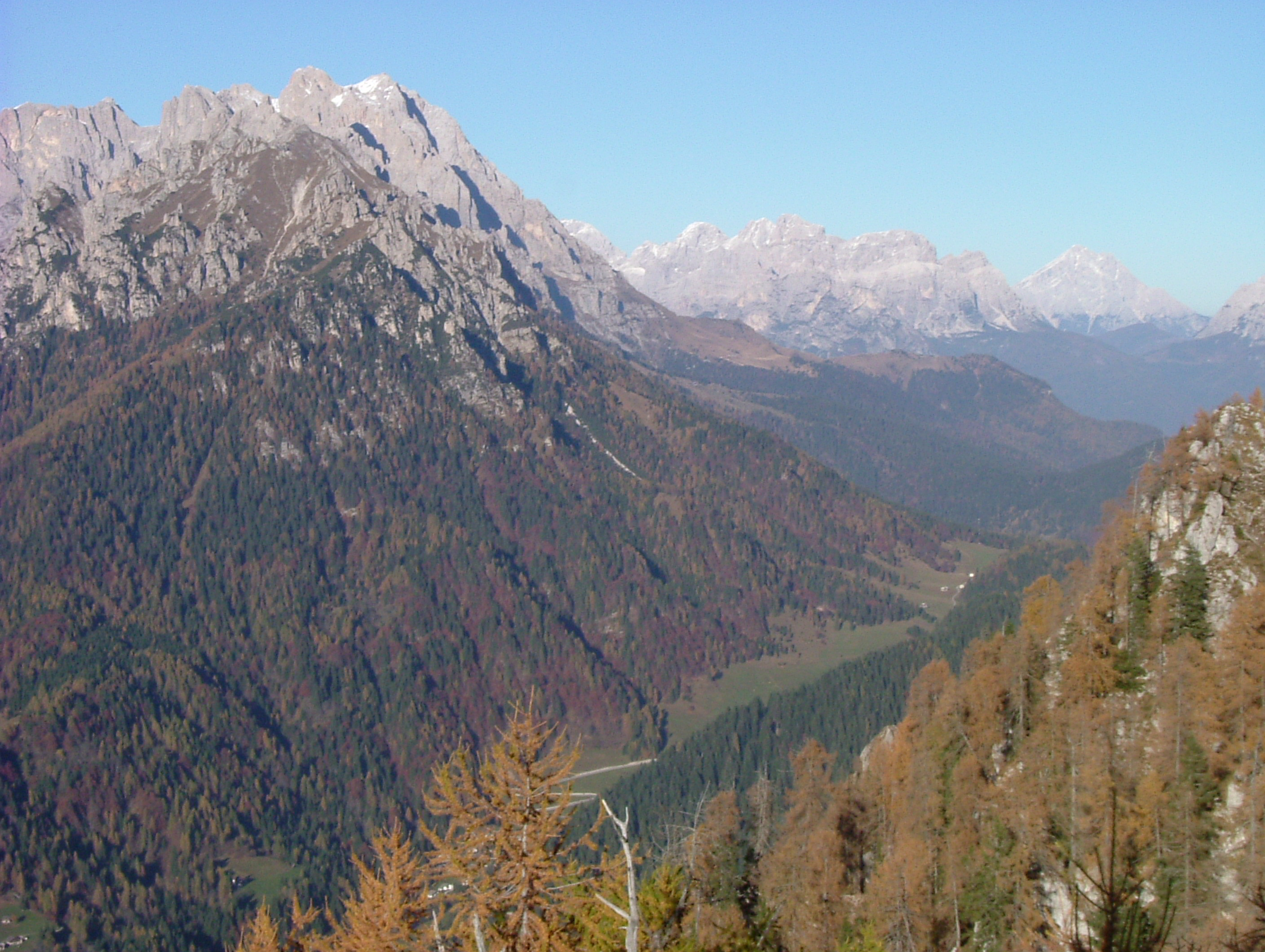
Passo Cereda.
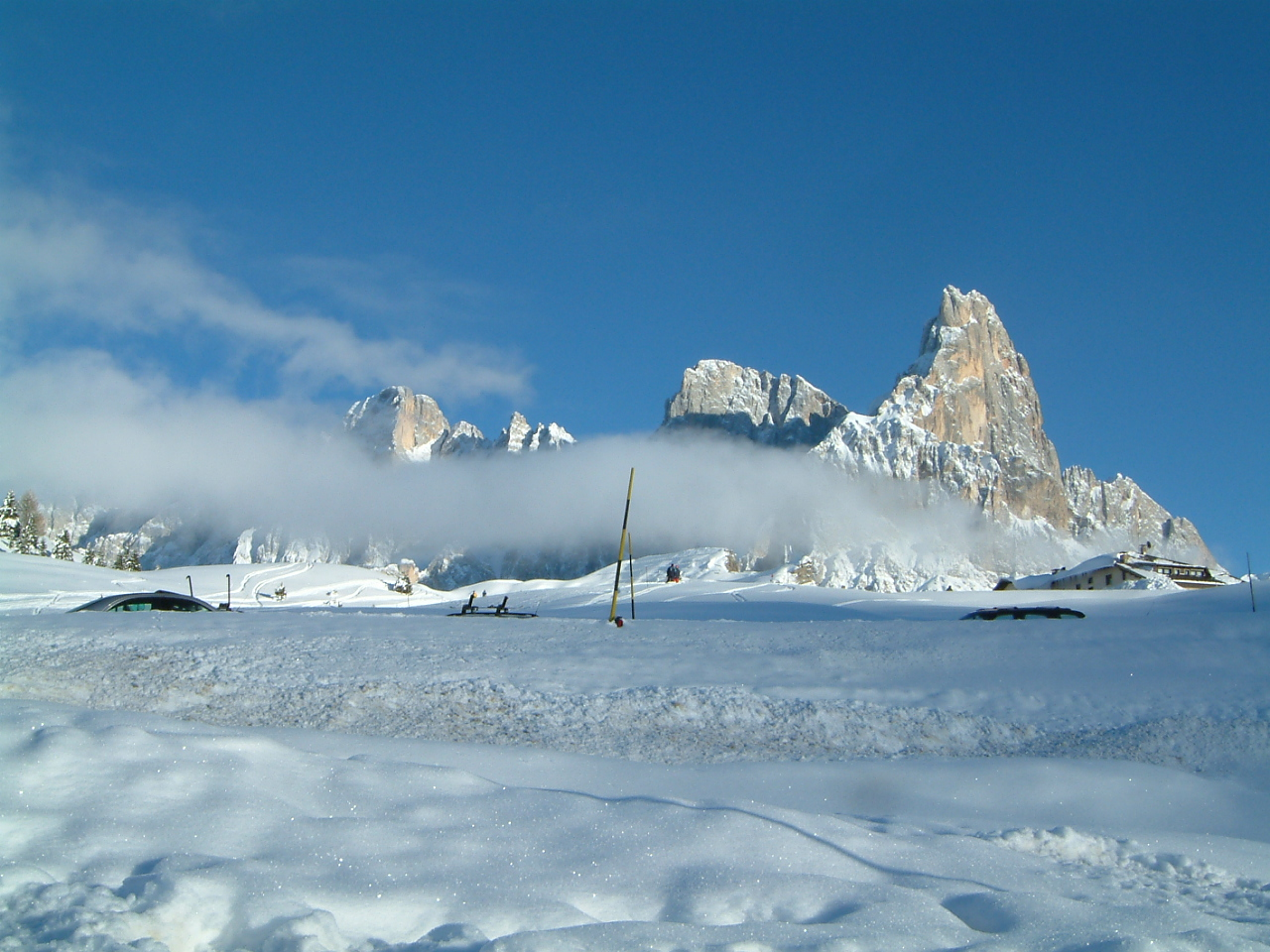
Passo Rolle.
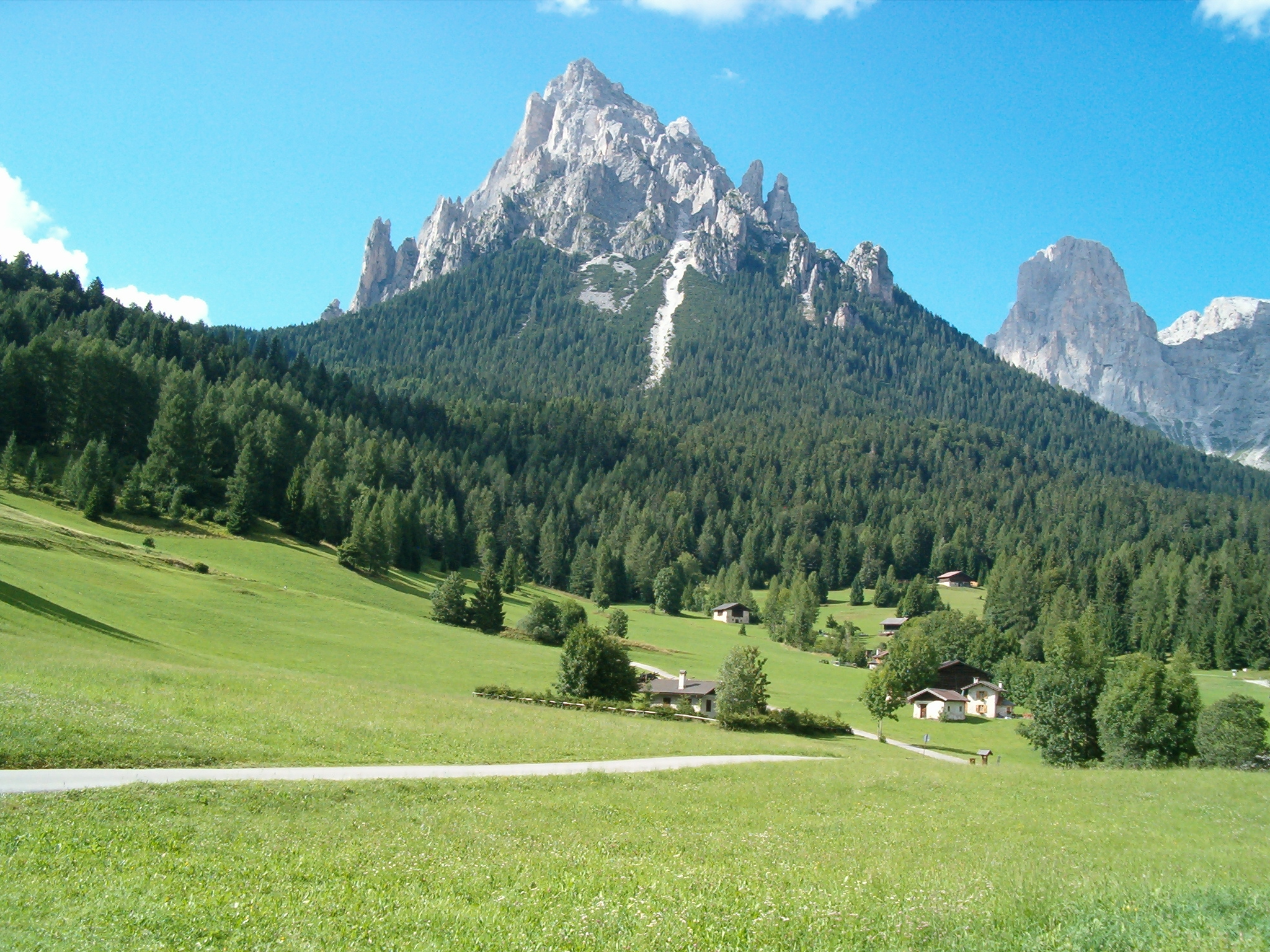
Prati Piereni dans le val Canali.
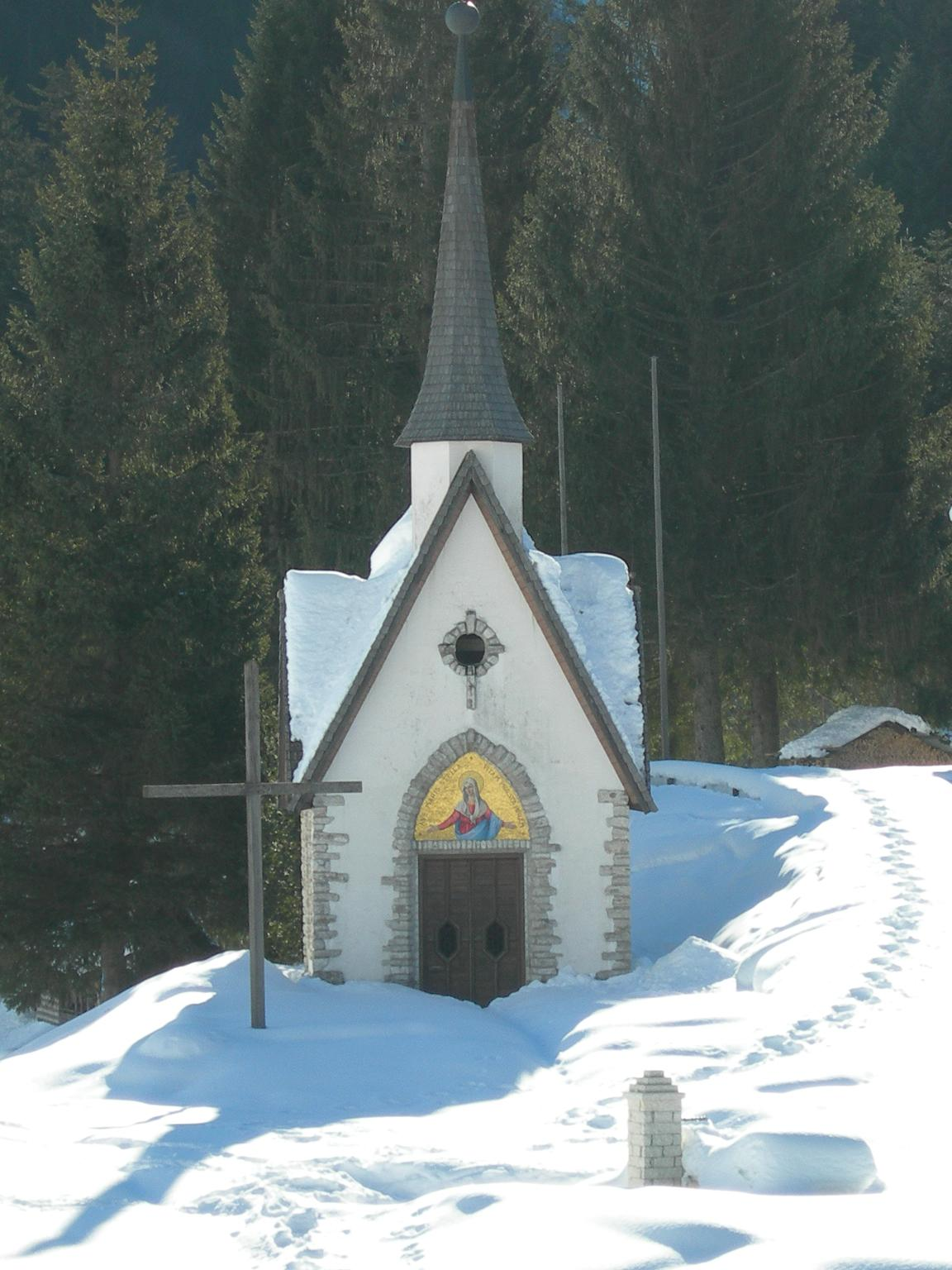
Église de Monte Vederna.
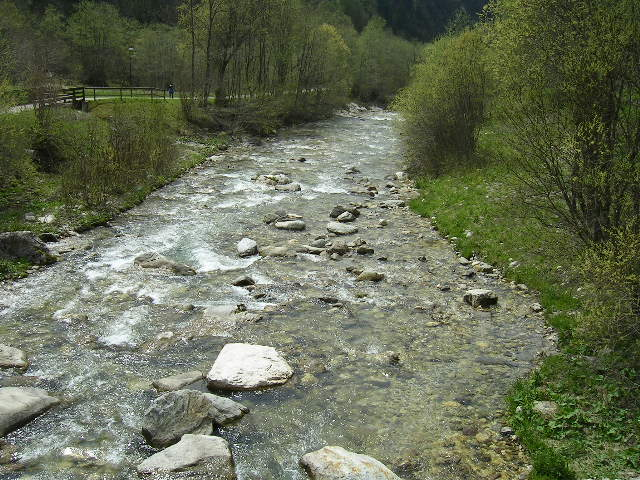
Le ruisseau Cismon à Mezzano.